# Mesochorus bellus
Mesochorus bellus är en stekelart som beskrevs av Dasch 1971. Mesochorus bellus ingår i släktet Mesochorus och familjen brokparasitsteklar. Inga underarter finns listade i Catalogue of Life.